# 第十四号駆潜艇
第十四号駆潜艇（だいじゅうよんごうくせんてい）は、日本海軍の特務艇（駆潜艇）、駆潜艇。第十三号型駆潜艇の2番艇。太平洋戦争の終戦直前に被爆して行動不能となり、戦後解体された。

## 艇歴
④計画の特務艇（440トン型駆潜艇）、第180号艦型の2番艇、仮称艦名第181号艦として計画。1940年6月6日、玉造船所で建造番号295番船として起工。11月5日、第十四号駆潜艇と命名され、特務艇（駆潜艇）第十三号型駆潜艇の2番艇に定められる。11月15日、特務艇類別等級と艦艇類別等級の改正により特務艇の駆潜艇から艦艇の駆潜艇となり、第十三号型駆潜艇の2番艇に定められる。11月29日、進水。1941年2月14日、艤装員事務所を玉海軍監督官事務所内に設置し事務を開始。

### 1941年3月-11月 訓練
1941年3月31日竣工し、艤装員事務所を撤去。本籍を横須賀鎮守府に、役務を横須賀鎮守府警備兼練習駆潜艇にそれぞれ定められ、横須賀防備戦隊隷下に新編された第二駆潜隊に第13号駆潜艇や第15号駆潜艇とともに編入。軍隊区分横須賀鎮守府海面防備部隊に配置。以後、6月30日まで東京湾口の防備と訓練に従事。4月15日と16日の両日、第二駆潜隊司令駆潜艇を一時第15号駆潜艇から本艇にそれぞれ変更し、当日中にそれぞれ第15号駆潜艇へ復帰。
7月1日、第二駆潜隊の各艇は役務を横須賀鎮守府警備駆潜艇に定められ、第二駆潜隊は大湊要港部に編入。軍隊区分直率部隊に配置。同日横須賀発。4日、大湊着。9月19日まで訓練に従事。
9月20日、第二駆潜隊は第三艦隊第一根拠地隊に編入。21日、大湊発。22日、横須賀着。以後11月25日まで内地で諸訓練に従事。10月30日、佐世保へ回航。11月26日、馬公へ進出するため寺島水道を出撃。

### 1941年12月-1942年4月 フィリピン、蘭印攻略
太平洋戦争の開戦時はフィリピン攻略に従事。1941年12月10日から12日までアパリ沖で行動し、14日高雄へ帰投。18日、ルソン島東部のラモン湾上陸部隊に合同し高雄を出撃。24日から28日まで、ラモン湾で行動。28日、蘭印作戦参加のためダバオへ向けラモン湾発。
1942年1月1日から6日までダバオで行動。6日から9日まではマララグ湾で行動し、9日から13日にかけてダバオ沖で対潜掃蕩に従事。13日、バンカ島へ向けダバオ発。15日から22日までバンカ島で行動。22日、ケンダリ攻略に参加するためバンカ島発。24日から27日までケンダリ攻略に従事。29日、バンカ島に帰投。
2月3日、ケンダリへ回航。5日から6日にかけてケンダリで行動。6日、マカッサル攻略のためケンダリ発。9日から16日までマカッサル攻略に従事。16日、バリクパパンへ回航。18日から20日までバリクパパンで行動。20日、マカッサルへ回航。22日から23日までマカッサルで行動。23日、バリ島へ回航。25日からバリ島で行動。
3月10日、第二駆潜隊は第二南遣艦隊第二十一特別根拠地隊に編入。バタヴィアを拠点として船団護衛に従事。

### 1942年5月-7月 東京湾
1942年5月1日、第二駆潜隊の3隻は役務を横須賀鎮守府警備駆潜艇に定められ、第二駆潜隊は横須賀防備戦隊に編入、軍隊区分東京湾方面部隊第一掃蕩攻撃隊第二小隊に配置。同日、バタヴィアからスラバヤへ回航する陸軍船団をバタヴィア水路北口から護衛。その後、スラバヤを出港した第15号駆潜艇と合同し、内地へ回航のため高雄へ向かう。15日、第二駆潜隊が解隊され、元第二駆潜隊の3隻は横須賀防備戦隊に編入。21日、元第二駆潜隊の3隻は第13号駆潜艇長の指揮により内地へ向け高雄発。28日、特設駆潜艇こうせい丸の嚮導を受け横須賀に入港。29日、横須賀防備戦隊司令官の巡視を受ける。30日、第一掃蕩攻撃隊第一小隊の特務艇浮島、同猿島と合同のため横須賀を出撃し、稲取沖の合同海面へ向かう。合同後は伊豆大島西方海面で対潜掃蕩を実施。同日、神子元島沖で爆雷戦を実施。

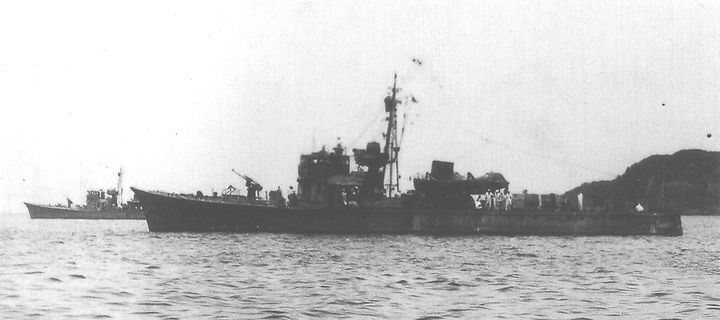
1942年6月29日、館山湾に停泊する第14号駆潜艇（手前）と第13号駆潜艇（左奥）

6月3日、哨区を徹して伊東に回航。4日、一旦浦賀に帰投して補給を行う。5日、波浮港へ進出のため浦賀を出撃。同港を拠点として、7日から第15号駆潜艇と交代で伊豆大島-新島間、伊豆大島-野島間の哨戒と対潜掃蕩に従事。9日、哨区を徹して浦賀へ回航し、東京湾内の哨戒に従事。12日、相模灘で行動中の浮島との合同を命じられたが出撃はせず、28日まで横須賀海軍工廠で整備と入渠修理を実施。28日、修理完了し、伊豆大島沖で行動中の第13号駆潜艇と合同のため横須賀発。29日、第13号駆潜艇との洋上での合同を中止して伊豆大島乳ヶ埼沖を通過するぶらじる丸の護衛に従事し、ぶらじる丸の護衛後は館山へ回航。同日、館山を出撃して野島埼灯台沖へ向かい、30日から第二水雷戦隊の陽炎駆逐艦長指揮下で対潜掃蕩に従事。
7月1日、野島埼灯台沖での掃蕩を中止し、館山へ回航。館山で警泊ののち下田へ回航。以後、下田を基地として第13号駆潜艇や第15号駆潜艇と交代しつつ、伊豆大島付近の哨区で行動する。

### 1942年7月-11月 アリューシャン列島
1942年7月20日、本艇、第13号駆潜艇、第15号駆潜艇の3隻は第五艦隊隷下に新編された第五駆潜隊に編入。27日、東京湾で行動。29日、キスカ島へ進出のため横須賀発。
8月1日、釧路に寄港。2日、釧路発。5日、占守島に寄港。7日、キスカ島へ向け占守島発。11日、キスカ島着。15日までキスカ湾で警戒に従事。15日、第14号駆潜艇とともにアッツ島へ向けキスカ湾発。16日から27日までアッツ島で警戒に従事し、28日キスカ湾に帰投。以後、キスカ島-アッツ島間を移動しつつ警戒に従事。
10月10日、キスカ湾で警泊中にアメリカ陸軍機の空襲を受け、機銃掃射により香山駆潜艇長らが戦死した。11日、第五駆潜隊は幌筵へ回航のためキスカ島発。15日、幌筵着。23日、本艇は横須賀で修理のため幌筵発。27日、釧路に寄港。30日、長浦着。横須賀海軍工廠で復旧修理を行う。

### 1942年11月-12月 横須賀防備戦隊
1942年11月20日、第五駆潜隊の3隻は役務を横須賀鎮守府警備駆潜艇に定められ、第五駆潜隊は横須賀防備戦隊に編入、軍隊区分直接護衛部隊に配置。
12月9日、第五駆潜隊各艇は横須賀防備戦隊司令官の巡視を受ける。

### 1942年12月-1943年4月 伊勢湾
1942年12月24日、第五駆潜隊が解隊され、横須賀防備戦隊に編入。本艇は軍隊区分直接護衛部隊から除かれ、軍隊区分伊勢湾部隊に配置。復旧修理は12月下旬から1943年1月上旬までの間に終了。
1943年1月1日、軍隊区分伊勢湾部隊海上部隊直率部隊に配置。13日、鳥羽への回航を兼ねて7113B船団（8隻）を護衛して長浦発。14日、沖風が撃沈された際に東京湾部隊に協力して勝浦灯台沖で対潜掃蕩に従事。15日、紀伊水道入口で船団から分離して鳥羽へ回航し、16日鳥羽着。17日、軍隊区分熊野灘部隊の対潜掃蕩に協力するため鳥羽を出撃し、掛塚灯台沖から大王埼沖で行動する。19日、大王埼沖で爆雷戦を2回実施。
2月2日、御前埼灯台沖で陸軍船伏見丸が被雷したため、担当哨区を徹して御前崎沖-石巻山沖間哨区帯の外側で対潜掃蕩に従事。20日、大山沖で被雷し航行不能となった特設砲艦吉田丸の救難に特設捕獲網艇樫丸とともに向かう。21日、吉田丸と同艦を曳航する樫丸、特設敷設艇高千穂丸を護衛して名古屋へ向かう。同日、吉田丸の曳航に浦賀へ回航中だった山雲が加わり、本艇は22日に吉田丸の護衛を解かれて哨区に移動し、対潜掃蕩に従事
3月2日、御前崎で座礁した海軍徴傭船乾祥丸を救難するため現場へ向かうが、乾祥丸は自力で離礁に成功したため哨区へ復帰する。
4月6日、高千穂丸と協同して大山沖の浮流機雷の処分に従事。10日、西行7410船団を御前崎沖-潮岬沖間で護衛し、護衛後鳥羽に帰投。15日、軍隊区分伊勢湾部隊から除かれ、軍隊区分北三陸部隊に配置。同日、横須賀へ回航のため鳥羽発。

### 1943年5月-6月 千島列島
5月1日、第五艦隊附属に編入。軍隊区分駆潜艇隊に配置され、千島方面特別根拠地隊司令官の指揮下で行動。21日から25日まで、アッツ島へ向かう第一水雷戦隊の幌筵出港を幌筵海峡北口で警戒。30日、第一水雷戦隊の片岡湾帰投を幌筵海峡北口で警戒。同日、占守埼南方で対潜掃蕩を実施。
6月11日、日魯漁業サケマス漁母船神武丸が幌筵島加熊別で被雷したため、本艇は響や第15号駆潜艇とともに対潜掃蕩を実施。15日、役務を横須賀鎮守府警備駆潜艇に定められ、大湊警備府に編入。軍隊区分千島方面防備部隊附属部隊に配置。18日、兵力部署幌筵方面甲哨区東側隊に配置。

### 1943年6月 横須賀鎮守府作戦指揮下
1943年6月20日、横須賀鎮守府作戦指揮下に編入。21日、幌筵海峡で対潜掃蕩を実施。横須賀回航後は父島やサイパン方面の護衛に従事。
1944年3月からは軍隊区分熊野灘部隊にあって、尾鷲を基地として船団護衛、対潜掃蕩に従事。

### 1944年5月-1945年7月 熊野灘
1944年5月20日、横須賀鎮守府隷下に新編された第三海上護衛隊に編入。軍隊区分熊野灘部隊に配置。21日-22日、尾鷲発-作戦行動-尾鷲着。24日-25日、尾鷲発-作戦行動-尾鷲着。27日-28日、尾鷲発-作戦行動-尾鷲着。30日-6月8日、尾鷲発-作戦行動-浅香丸特別護衛-尾鷲着。
6月13日-14日、尾鷲発-護國丸特別護衛-尾鷲着。17日-18日、尾鷲発-作戦行動-尾鷲着。21日-25日、尾鷲発-作戦行動、伊良湖沖対潜掃蕩-尾鷲着。26日-27日、尾鷲発-作戦行動-尾鷲着。29日-7月4日、尾鷲発-阿波丸特別護衛-作戦行動-尾鷲着。
7月5日-9日、尾鷲発-作戦行動-尾鷲着。10日-15日、尾鷲発-作戦行動-尾鷲着。17日-19日、尾鷲発-能代丸特別護衛-作戦行動-尾鷲着。21日、尾鷲発-作戦行動-尾鷲着。23日-24日、尾鷲発-作戦行動-尾鷲着。26日-27日、尾鷲発-作戦行動-尾鷲着。29日-8月4日、尾鷲発-作戦行動-三木埼沖対潜掃蕩-尾鷲着。
8月7日-8日、尾鷲発-作戦行動-尾鷲着。10日-11日、尾鷲発-作戦行動-三木埼沖対潜掃蕩-尾鷲着。12日-15日、尾鷲発-作戦行動-筥崎丸特別護衛-尾鷲着。15日-16日、尾鷲発-作戦行動-尾鷲着。18日-19日、尾鷲発-作戦行動-尾鷲着。20日-26日、尾鷲発-梶取埼沖対潜掃蕩-三木埼沖対潜掃蕩-作戦行動-尾鷲着。28日-29日、尾鷲発-作戦行動-尾鷲着。29日-31日、尾鷲発-作戦行動-尾鷲着。
9月3日-5日、尾鷲発-新宮沖対潜掃蕩、梶取埼沖対潜掃蕩-尾鷲着。8日-9日、尾鷲発-作戦行動-尾鷲着。10日、尾鷲発-ドイツ船キトー号特別護衛-尾鷲着。11日-12日、尾鷲発-作戦行動-尾鷲着。14日-15日、尾鷲発-作戦行動-尾鷲着。16日-17日、尾鷲発-筥崎丸特別護衛-尾鷲着。18日、尾鷲発-作戦行動-尾鷲着。19日、尾鷲発-作戦行動-尾鷲着。20日-21日、尾鷲発-作戦行動-尾鷲着。24日-25日、尾鷲発-作戦行動-尾鷲着。26日-27日、尾鷲発-作戦行動-尾鷲着。28日、尾鷲発-作戦行動-尾鷲着。29日-30日、尾鷲発-作戦行動-尾鷲着。
10月3日-5日、尾鷲発-大隆丸特別護衛-尾鷲着。6日-8日、尾鷲発-作戦行動-尾鷲着。10日-11日、尾鷲発-作戦行動-尾鷲着。12日、尾鷲発-作戦行動-尾鷲着。13日-14日、尾鷲発-作戦行動-尾鷲着。16日-18日、尾鷲発-作戦行動-尾鷲着。19日-20日、尾鷲発-神通川丸特別護衛-尾鷲着。21日-23日、尾鷲発-作戦行動-尾鷲着。25日-26日、尾鷲発-作戦行動-尾鷲着。28日-29日、尾鷲発-7027船団特別護衛-尾鷲着。30日-31日、尾鷲発-作戦行動-尾鷲着。
11月3日-4日、尾鷲発-作戦行動-尾鷲着。7日-8日、尾鷲発-作戦行動-尾鷲着。10日-11日、尾鷲発-作戦行動-尾鷲着。12日、尾鷲発-作戦行動-尾鷲着。13日-14日、尾鷲発-作戦行動-尾鷲着。16日-17日、尾鷲発-作戦行動-尾鷲着。20日、尾鷲発-作戦行動-尾鷲着。22日-23日、尾鷲発-作戦行動-尾鷲着。25日-26日、尾鷲発-作戦行動-尾鷲着。29日-30日、尾鷲発-潮岬沖の航空母艦救難-尾鷲着。
1945年1月4日-5日、尾鷲発-作戦行動-尾鷲着。7日、横浜へ回航。8日から3月18日まで、横浜船渠で入渠修理を実施。3月18日-23日、横浜発-回航-尾鷲着。25日-26日、尾鷲発-作戦行動-尾鷲着。27日-28日、尾鷲発-作戦行動-尾鷲着。30日-31日、尾鷲発-作戦行動-尾鷲着。
4月1日-2日、尾鷲発-作戦行動-尾鷲着。7日-8日、尾鷲発-作戦行動-尾鷲着。11日、尾鷲発-作戦行動-尾鷲着。12日-13日、尾鷲発-作戦行動-尾鷲着。15日、第三海上護衛隊は第四特攻戦隊に改編。
7月28日、尾鷲でアメリカ艦上機の空襲を受け被爆し、擱座した。11月30日、海軍省の廃止に伴い除籍された。
1947年2月1日、行動不能艦艇（特）に定められる。11月22日、在東京アメリカ極東海軍司令部から日本政府による本艇の使用が許可された。1948年、東海サルベージにより浮揚され、解体された。

## 駆潜艇長
艤装員長
1. 美濃部宗重 予備中尉：1941年2月10日 - 1941年3月31日

駆潜艇長
1. 美濃部宗重 予備中尉/予備大尉：1941年3月31日 - 1942年7月18日
2. 香山辰雄 予備大尉：1942年7月18日 - 1942年10月10日 戦死、同日付任海軍予備少佐
3. 谷内廣 予備大尉/大尉：1942年10月13日 - 1943年7月30日
4. 坂元正信 大尉：1943年7月30日 - 1944年10月25日
5. 小林吉彌 大尉：1944年10月25日 - 1945年7月20日
6. 坂牧平一 大尉：1945年7月20日 - 1945年9月1日[注釈 5]